# Coelambus polonicus
Coelambus polonicus är en skalbaggsart som först beskrevs av Aubé 1842.  Coelambus polonicus ingår i släktet Coelambus, och familjen dykare. Arten har ej påträffats i Sverige.